# Oxypetalum cordifolium
Oxypetalum cordifolium là một loài thực vật có hoa trong họ La bố ma. Loài này được (Vent.) Schltr. mô tả khoa học đầu tiên năm 1899.